# NTFS符号链接
NTFS符号链接（Symbolic Link），又稱符号连结，是NTFS文件系统中指向文件系统中的另一个对象的一类对象。被指向的对象叫做“目标”。它们可以像普通文件或目录一样操作，但所有对符号链接的操作都实际作用于目标对象。符号链接对用户而言是透明的，符号链接看上去和普通的文件和文件夹没有区别，操作方法也一模一样。NTFS符号链接的设计目的是为了和POSIX标准的操作系统兼容、並用來增進與舊版作業系統的相容性，它首次出现于Windows Vista。
NTFS文件系统定义了三种方法实现“链接”：
- 硬链接（Hard link）：多个文件平等地共享同一个MFT条目（inode）；必须在同一个文件系统中。只能用于文件，不能用于目录。删除一个文件名字后，还可以用其它名字访问该文件。硬链接只能用于同一个磁盘分区内的文件。不能用于不存在的文件。
- 符号链接（Symbolic Link）：顾名思义，记录到目标对象（文件或目录）的路径。可以接受相对路径、远程SMB网络路径。从NTFS 3.1开始支持目录的符号链接。允许跨文件系统使用，但是对于跨主机的符号链接，还需要远程机器也支持这一功能才行。目标对象可为不存在的文件或目录。
- NTFS连接点（NTFS junction point）[2]：类似于符号链接，但支持目录。只支持本地绝对路径。[3]Windows 2000开始支持（页面存档备份，存于）。

## 命令及其参数
在NT6内核的操作系统，例如Windows Vista或Windows 7中，符号链接可以由命令mklink创建，mklink是cmd.exe的内部命令，语法如下：
```
mklink [[/D] | [/H] | [/J]] link target

```

- /D      –创建指向目录的符号链接，如果不指定此参数，默认为创建文件符号链接。
- /H      –创建硬链接（Hardlink），或稱永久連結[1]。
- /J      –创建NTFS连接点（Junction point）。
- link    –指定符号链接的名字
- target  –指定符号链接指向的对象的路径（相对或绝对皆可）。

和普通文件一样，删除符号链接也可以使用del命令，具体语法如下：
```
del filename

```

- filename –要被删除的符号链接的名字

和普通目錄（資料夾）一样，删除目錄符号链接也可以使用rd命令，具体语法如下：
```
rd directoryname

```

- directoryname –要被删除的符号链接的名字

需要提升為管理員權限才能建立符號連結。
复制链接的文件或目录时，使用copy /L或xcopy /B，可以复制这些符号链接，而不是复制文件或目录实体本身。

## 其他功能
符号链接可以指向不存在的对象，在创建符号链接时，系统并不会检查对象是否存在。

## 限制
Windows 操作系統不支援在啟動時使用符號連結，因此不應重新導向以下目錄：
- 含有hiberfil.sys的目錄（設定為不在根目錄的時候）
- \Windows
- \Windows\system32
- \Windows\system32\Config

Windows Installer 對符號連結的支援不完整。如 \Windows\Installer 目錄被重新導向，將導致多數使用 .msi 的 Windows Installer 發生 2755 及/或 1632 錯誤。
而下列目錄可以重新導向：
- \Documents and Settings
- \ProgramData
- \Program Files
- \Program Files (x86)
- \Users

但是不建議重新導向 \Users 及 \ProgramData，因為這樣做會影響 Windows Update 及 Microsoft Store 應用程式的運作。

## 內建符號連結的範例
Windows Vista中預先建立了一些符號連結（Junction point），以增進與舊版作業系統（Windows XP）間的相容性，部分範例如下：
- C:\Document and Settings → C:\Users（連接點）
- C:\Users\All Users → C:\ProgramData（目錄符號連結）